# Бондаренко, Пётр Венедиктович
Пётр Венеди́ктович Бондаре́нко — советский хозяйственный, государственный и политический деятель.

## Биография
Родился в 1905 году. Член КПСС.
С 1929 года — на хозяйственной, общественной и политической работе. В 1929—1946 гг. — на комсомольской и партийной работе в Белорусской ССР, 1-й секретарь Туровского райкома КПБ, 1-й секретарь Паричского райкома КПБ, 2-й секретарь Барановичского областного комитета КП(б) Беларуси, 1-й секретарь Барановичского областного комитета КП(б) Беларуси, член Барановичского подпольного областного комитета КП(б) Беларуси, председатель Исполнительного комитета Барановичского областного Совета, первый заместитель председателя Молодечненского облисполкома.
Избирался депутатом Верховного Совета Белорусской ССР 2-го, 3-го, 4-го, 5-го созывов.
Умер до 1985 года.